# Pflegesystem
Ein Pflegesystem beschreibt innerhalb der professionellen Gesundheits- und Kranken- sowie der Altenpflege die planmäßige, systematische und methodische Strukturierung der Arbeitsabläufe. Die Systeme werden pflegewissenschaftlich erforscht und sind ein Teilbereich des arbeitsorganisatorischen Pflegemanagements. Die Pflegesysteme können hinsichtlich ihrer grundlegenden Orientierung in patienten- oder aufgabenbezogene Pflegesysteme unterteilt werden. Die Wahl der Pflegeeinrichtung hinsichtlich der Form der Arbeitsorganisation wirkt sich direkt auf die Pflegequalität und die Zufriedenheit der Pflegebedürftigen und der Pflegekräfte aus. Häufig wird die Entscheidung einer Pflegeeinrichtung für ein bestimmtes System im Pflege- oder Unternehmensleitbild festgeschrieben.
Der Begriff Pflegesystem wird in einem anderen Verständnis auch in der Selbstpflegedefizittheorie nach Dorothea Orem verwendet, gelegentlich wird der Begriff benutzt, um den Einzelaspekt der Pflege innerhalb des Gesundheitssystems oder der Finanzierung des Gesundheitswesens zu beschreiben.
In Österreich gibt es die Forderung nach garantiert kostenfreien Pflege- und Betreuungsleistungen ohne privates Risiko, wozu Vorteile der oberösterreichische und burgenländischen Systeme kombiniert werden sollen.

## Unterscheidungsmerkmale
Die verschiedenen Pflegesysteme unterscheiden sich sowohl durch die Art der Arbeitsaufteilung, den hierarchischen Aufbau, die Beziehungen zwischen den Pflegekräften als auch hinsichtlich der Verantwortungsbereiche, der Handlungsspielräume und der Entscheidungskompetenz der einzelnen Pflegekraft. Je nach Pflegesystem kann auch das Menschenbild und das Verständnis für die Interaktion mit dem Pflegebedürftigen ein Unterscheidungsmerkmal bilden. Die Arbeitsorganisation folgt dabei nicht pflegephilosophischen Grundsätzen, sondern wird an die strukturellen und personellen Voraussetzungen angepasst. 

## Grundtypen

### Aufgabenbezogene Systeme
Das als Funktionspflege bezeichnete System der aufgaben- beziehungsweise tätigkeitsorientierten Pflege beinhaltet eine starke Defragmentierung des Pflegeprozesses und eine klare hierarchische Struktur. Die Pflegemaßnahmen werden hierbei einzelnen Pflegekräften nach ihrer Kompetenz zugeordnet und routinemäßig an allen Pflegebedürftigen durchgeführt. Beispiele hierfür sind das durchgängige Bettenmachen in allen Zimmern oder die Insulingabe bei allen Diabetikern einer Station zu einer bestimmten Uhrzeit durch eine Pflegekraft.

### Patientenzentrierte Systeme

#### Bezugspflege
Im Bereich der sogenannten Bezugspflege wird einer Gruppe von Pflegebedürftigen eine Pflegeperson konstant zugeordnet. Die Zuordnung kann sich an räumlichen oder pflegerelevanten Kriterien orientieren. Allen patientenorientierten Systemen liegt ein ganzheitliches Menschenbild zugrunde.
- Bereichspflege: Zuordnung zu einer Pflegeperson anhand räumlicher Gegebenheiten
- Zimmerpflege: Zuordnung erfolgt anhand des Zimmers oder Apartments, kann auch eine Form der Einzelpflege bezeichnen
- Gruppenpflege: Zuordnung erfolgt anhand pflegerelevanter Kriterien, beispielsweise der Pflegestufe oder einer Erkrankung

#### Primary Nursing
Das in den Vereinigten Staaten von Amerika entwickelte Pflegesystem des Primary Nursing (engl. für Primärpflege) geht pflegetheoretisch über das europäische Verständnis der Bezugspflege hinaus, auch wenn diese Begriffe in Übersetzungen oft gleichgesetzt werden. Hierbei ist eine Pflegekraft, die Primary Nurse, rund um die Uhr für alle Pflegeprozesse voll verantwortlich und plant die gesamte Pflege. Unterstützt wird die verantwortliche Pflegeperson durch eine Assistenzpflegekraft, die Associate Nurse, die jedoch über keine eigenen Handlungsspielräume und Entscheidungskompetenzen verfügt.

#### Einzelpflege
Das Pflegesystem ordnet einem Pflegebedürftigen rund um die Uhr eine Pflegekraft zu, die ursprünglich auch bei dem Gepflegten wohnte. Neben den damit verbundenen Einschränkungen in der Privatsphäre des Betroffenen haben die hohen Kosten dazu geführt, dass diese Pflegesystem nur in Einzelfällen noch Anwendung findet, beispielsweise in der ambulanten Intensivpflege. Gelegentlich wird auch die stationäre Zimmerpflege als Einzelpflege bezeichnet, sofern die Pflegekraft innerhalb ihrer Arbeitszeit das Zimmer des Pflegebedürftigen nicht verlässt.
Eine Sonderform der Einzelpflege ist die Sitzwache, die bei Schwerstkranken, Sterbenden oder psychiatrischen Patienten eingesetzt wird.

### Mischsysteme
In vielen Krankenhäusern und Pflegeeinrichtungen werden gemischtförmige Systeme eingesetzt. Hierbei liegt meist ein patientenorientiertes Leitbild zugrunde. Vielfach werden patientenferne Tätigkeiten funktionalisiert, beispielsweise die Bestellung von Pflegemitteln einer bestimmten Pflegekraft zugeordnet, während patientennahe grund- und behandlungspflegerische Maßnahmen nach den Prinzipien eines Bezugssystems durchgeführt werden.